# Danny Jacobs
Daniel Charles "Danny" Jacobs, Jr. (Detroit, Michigan, 1968. július 7. –) amerikai humorista, színész, producer.

## Élete

### Származása, ifjúkora
Jacobs 1968. július 7-én született a michigani Detroit-ban.

## Fordítás
- Ez a szócikk részben vagy egészben  a   Danny Jacobs című angol Wikipédia-szócikk fordításán alapul.  Az eredeti cikk szerkesztőit annak laptörténete sorolja fel. Ez a jelzés csupán a megfogalmazás eredetét és a szerzői jogokat jelzi, nem szolgál a cikkben szereplő információk forrásmegjelöléseként.

## További információ
- Danny Jacobs a Facebookon
- Danny Jacobs a PORT.hu-n (magyarul)
- Danny Jacobs az Internetes Szinkronadatbázisban (magyarul)
- Danny Jacobs az Internet Movie Database-ben (angolul)
- Danny Jacobs a Rotten Tomatoeson (angolul)